# Calamaria mecheli
Calamaria mecheli es una especie de serpientes de la familia Colubridae.

## Distribución geográfica
Es endémica de Sumatra y algunas islas e islotes adyacentes en el estrecho de Malaca.

## Estado de conservación
Se encuentra amenazada por la pérdida de su hábitat natural.